# 17 d'octubre
El 17 d'octubre és el dos-cents norantè dia de l'any del calendari gregorià i el dos-cents noranta-unè en els anys de traspàs. Queden 75 dies per finalitzar l'any.

## Esdeveniments
Països Catalans
- 1147 - Almeria: Ramon Berenguer IV ajuda els genovesos a prendre la ciutat als sarraïns amb la tramesa de la flota catalana.
- 1822 - Castellfollit de Riubregós (Anoia): Les tropes liberals, comandades per Francisco Espoz y Mina, assetgen el poble, ocupat pels reialistes, i acaben arrasant el poble.
- 1906 - Barcelona: Cloenda del Primer Congrés de Llengua Catalana.[1]
- 1986 - Lausana (Suïssa): La ciutat de Barcelona és designada seu dels XXV Jocs Olímpics, a celebrar l'any 1992.[2]
- 2004 - Phillip Island (estat de Victoria, Austràlia): Dani Pedrosa s'hi proclama campió del món de motociclisme en 250 cc.[3]

Resta del món
- 1717 - Guaratinguetá, Estat de São Paulo: troballa de la figura de Nossa Senhora da Conceição Aparecida, advocació mariana patrona del Brasil (commemorada oficialment el 12/10).[4]
- 1797 - Campoformido (Itàlia): França i el Sacre Imperi Romanogermànic van firmar el Tractat de Campo Formio que posà fi a la guerra de la Primera Coalició. En aquesta França va obtenir territoris de la Península Itàlica i els Països Baixos austríacs (Bèlgica).
- 1802 - Estats Units: Tractat de Fort Confederation entre els Estats Units i els choctaws.[5]
- 1838 - Casp (Baix Aragó-Casp): els carlins aixequen el setge de Casp que havien iniciat el 14 d'octubre sense aconseguir prendre el poble durant la Primera Guerra Carlina.[6]
- 2003 - Bolívia: després de mesos de protesta contra el pla d'exportació de gas, que va causar una vuitantena de morts, Gonzalo Sánchez de Lozada abandona la presidència i fuig cap als Estats Units; el succeeix el vicepresident Carlos Mesa Gisbert.[7]
- 2004 - Belarús: amb acusacions de frau per part de l'oposició, s'hi celebra el referèndum que modificarà la constitució per permetre que el president Lukaixenko es pugui presentar a un tercer mandat.[8]
- 2011 - Sant Sebastià, País Basc: La Conferència Internacional de Pau demana a ETA que anunciï el cessament definitiu.[9] Tres dies després, ho anuncia.[10]
- 2020
  - Nova Zelanda: La laborista Jacinda Ardern guanya les eleccions generals fregant la majoria absoluta.[11]
  - Bagdad, Iraq: El grup paramilitar Forces de Mobilització Popular incendien la principal seu del Partit Democràtic del Kurdistan a la capital iraquiana.[12]
  - Califòrnia, Estats Units: El Departament de Boscos i Protecció contra Incendis de Califòrnia anuncia que els incendis forestals de Califòrnia han consumit al voltant d'1 milió d'acres (404.685 hectàrees) en l'últim mes, que representaria aproximadament l'1% de la superfície terrestre de Califòrnia. En tot l'any, a l'estat s'ha cremat 4.1 milions d'acres (1.659.211 hectàrees).[13]

## Naixements
Països Catalans
- 1867 - Mataró: Josep Puig i Cadafalch, arquitecte modernista, historiador de l'art i polític català.
- 1888 - les Coves de Vinromà, la Plana Alta: Lluís Lúcia i Lúcia, periodista i polític valencià de la Dreta Regional Valenciana, ministre durant la Segona República Espanyola.
- 1896 - Barcelona: Ferran Jaumeandreu i Obradors, compositor català (m. 1845).
- 1902 - Cadaqués: Carme Julià i Riqué, política catalana republicana exiliada a Mèxic, mestra fundadora de diverses escoles (m. 1977).[14]
- 1910 - Barcelona: Júlia Coromines i Vigneaux, metgessa i psicoanalista catalana (m. 2011).[15]
- 1915 - Barcelona: Conxa Pérez Collado, sindicalista, activista, miliciana i lluitadora antifeixista (m. 2014).[16]
- 1931 - Barcelona: Armand de Fluvià i Escorsa, genealogista i heraldista, pioner de l'activisme pels drets de les persones homosexuals (m. 2024).[17]
- 1990 - Sabadell: Maica García Godoy, jugadora de waterpolo catalana.[18]

Resta del món
- 1725 - Londres (Anglaterra): John Wilkes, periodista i polític anglès (m. 1797).[19]1780 - París, França: Claude-Henri de Rouvroy, Comte de Saint-Simon, pensador i sociòleg francès (m. 1825).[20]
- 1847 - Rio de Janeiro: Chiquinha Gonzaga, pianista, compositora i directora d'orquestra brasilera (m. 1935).[21]
- 1868 - Santiago, Xile: Sophia Hayden Bennett, arquitecta nord-americana d'ascendència xilena (m. 1953).[22]
- 1871 - Terol, Aragó: Segundo de Chomón, fotògraf, inventor d'efectes especials cinematogràfics, cameràman, pintor, productor, guionista i director de cinema (m. 1929).
- 1890 - Fontainebleau, França: Élisabeth Chaplin, pintora postimpressionista franco-toscana (m. 1982).[23]
- 1894 - Sant Sebastià: Blanquita Suárez, cupletista que triomfà al Paral·lel de Barcelona (m. 1983).[24]
- 1895 - Oak Park, Illinois (EUA): Doris Humphrey, coreògrafa i ballarina (m. 1958).[25]
- 1900 - Plattsburgh, Nova York: Jean Arthur, una de les grans actrius estatunidenques dels anys 30 i 40 (m. 1991).[26]
- 1915 - Nova York, EUA: Arthur Miller, escriptor i guionista nord-americà (m. 2005).[27]
- 1918 - Nova York (EUA): Rita Hayworth -el seu vertader nom era Margarita Carmen Cansino- actriu estatunidenca (m. 1987).[28]
- 1920:
  - Valladolid, Espanya: Miguel Delibes Setién, periodista i un dels més brillants escriptors de la literatura espanyola de la postguerra.
  - Omaha, Nebraska (EUA): Montgomery Clift, actor estatunidenc (m. 1966).[29]
- 1923 - Georg Oddner: fotògraf suec.
- 1928 - Nova York (EUA): Jimmy Breslin, escriptor estatunidenc (m. 2017).[30]
- 1930 - Halle, Alemanya: Freimut Börngen és un astrònom alemany
- 1956 - Decatur, Alabama: Mae Jemison, metgessa estatunidenca i astronauta de la NASA.[31]
- 1958 - Newnan, Geòrgia (Estats Units): Alan Jackson, cantant i compositor de música country estatunidenc.[32]
- 1959 - Melilla: Mustafa Aberchán, polític de Melilla.[33]
- 1965 - Getxo, Biscaia: Ana Iturgaiz, escriptora basca.
- 1972 - St. Joseph (Missouri): Eminem, músic de rap.[34]
- 1977 - Sydney, Austràlia: Stephen Wooldridge, ciclista australià.
- 1978 - Madrid, Espanya: Pablo Iglesias, polític espanyol.[35]
- 1978 - Madrid, Espanya: Isabel Díaz Ayuso, política espanyola.[35]
- 1979 - Espoo, Finlàndia: Kimi Räikkönen, pilot de Fórmula 1.[36]
- 1986 - Kinsahasa, República del Congo: Mohombi, cantant sueco-congolès.

## Necrològiques
Països Catalans
- 1575 - Tarragona: Gaspar Cervantes de Gaeta, arquebisbe de Tarragona i cardenal (n. 1511).
- 1612 - Saragossa: Joan Felip Mey, impressor valencià (n. 1542).
- 1692 - Verdú, Urgell: Joan Prim i Segarra, compositor i organista català (n. 1628).
- 1793 - València: Francesc Morera i Cots, compositor valencià del barroc (n. 1731).
- 1933 - Barcelona: Trinitat Sais i Plaja, metgessa catalana pionera (n. 1878).[37]
- 1935 - Barcelona: Antoni Puig i Gairalt, arquitecte i músic català (n. 1887).
- 2003 - Bangkok (Tailàndia): Manuel Vázquez Montalbán, escriptor català en llengua castellana (n. 1939).
- 2010 - Girona: Dolors Viladrich i Pascual, compositora de sardanes (n. 1936).
- 2020 - Barcelona: Aurora Chamorro i Gual, nedadora catalana, campiona de Catalunya i Espanya.[38]
- 2022 - Claudi Biern Boyd, productor, guionista i director de sèries d'animació, considerat el Walt Disney català (n. 1940).

Resta del món
- 1586 - Arnhem (Països Baixos): Philip Sidney, poeta anglès (n. 1554).[39]

- 1744 - Cremona, Itàlia: Giuseppe Guarneri, lutier italià, també conegut com a Guarneri del Gesù (n. 1698).
- 1849 - París, França: Frédéric Chopin, compositor polonès (n. 1810).[40]
- 1918 - El Caire: Malak Hifni Nasif, mestra, escriptora i feminista precursora egípcia (n.1886).[41]
- 1934 - Madrid (Espanya): Santiago Ramón y Cajal, metge, històleg i professor universitari navarrès, guardonat amb el Premi Nobel de Medicina o Fisiologia el 1906 (n. 1852).
- 1947 - Lisboa: Hélène van Zuylen, escriptora francesa i pionera en la pràctica de l'automobilisme (n. 1863).[42]
- 1962 - Nagàievo, Rússia: Natàlia Gontxarova, pintora russa del cubisme i del futurisme (n. 1881).[43]
- 1970 - Pamplona: Rosa Oteiza, model del monument dels Furs de Navarra (n. 1883).[44]
- 1973 - Roma: Ingeborg Bachmann, escriptora austríaca (m. 1973).[45]
- 1984 - Nova Yorkː Alberta Hunter, cantant i compositora estatunidenca de jazz i blues (n. 1895).[46]
- 2002 - Honolulu, Hawaii: Aileen Riggin, saltadora i nedadora estatunidenca, medallista olímpica (n. 1906).[47]
- 2009 - Londres: Brian Vickery, bibliotecari, expert en classificació documental (n. 1918)
- 2012 - Amsterdam (Països Baixos): Sylvia Kristel actriu neerlandesa (n. 1952).
- 2016 - Madrid: Elena Santonja, presentadora espanyola de televisió, pintora i actriu ocasional (n. 1932).[48]
- 2017 - Bois-le-Roi, França: Danielle Darrieux, actriu francesa i cantant francesa de llarga trajectòria (n. 1917).[49]
- 2019 - L'Havana (Cuba): Alicia Alonso, ballarina i coreògrafa de dansa clàssica (n. 1920).[50]
- 2024 - Los Angeles (EUA): Mitzi Gaynor, actriu, cantant i ballarina estatunidenca (n. 1931).

## Festes i commemoracions
- Santoral:
  - Osees, profeta;
  - Sant Ignasi d'Antioquia.
- Dia Internacional per a l'Erradicació de la Pobresa